# Kisberény
Kisberény é um município da Hungria, situado no condado de Somogy. Tem 7,46 km² de área e sua população em 2019 foi estimada em 206 habitantes.